# High Over the Borders
High Over the Borders ist ein kanadischer Kurzdokumentarfilm von Raymond Spottiswoode aus dem Jahr 1942. Er beschäftigt sich mit dem Verhalten von Zugvögeln.

## Handlung
Zwei Jungen suchen in Wisconsin ein Schwalbennest auf. Der kleine Richie ist traurig, da das Nest leer ist. Seine Mutter tröstet ihn, da die Schwalben im Frühjahr wiederkommen werden. In Argentinien wiederum ist der Junge Ricardo stolz auf „seine Schwalben“, die angekommen sind. Der Sprecher stellt fest, dass die Vögel niemandem gehören. Es folgt ein Blick auf die Reise der Kanadagans aus dem Norden gen Süden bis in die Nähe von Washington, D.C. und ein Blick auf das Verhalten des Kolibris und der Schwalben. Der Film stellt fest, dass rund 200 verschiedene Vogelarten jährlich ihre Reise von Nord nach Süd und umgekehrt antreten. Über das System der Vogelberingung können neue Erkenntnisse zu den Flugrouten gewonnen werden, so geht man inzwischen davon aus, dass die Vögel über vier Hauptrouten fliegen. Die Gründe für ihr Verhalten sind jedoch vollkommen unklar, könnten jedoch in der Veränderung des Tageslichtanteils liegen und daher instinktiv sein. Klar ist, dass sich das Flugverhalten der Vögel außerhalb der menschlichen Kontrolle und außerhalb der von Menschen gesetzten Landesgrenzen abspielt. Ricardo wird sich im Frühjahr von seinen Schwalben verabschieden und Richie sie wieder begrüßen können.

## Produktion
High Over the Borders entstand im Rahmen der Reihe Canada Carries On. Die Einleitung nimmt deutlichen Bezug auf das Kriegsgeschehen in der Welt und bezeichnet den Zug der Vögel dem entgegengesetzt als „magische Parabel der Einheit“ („magical parabel of unity“). Der Film wurde von National Film Board of Canada produziert, wobei die Finanzierung zur Hälfte vom NFB und zur Hälfte durch das Office of the Coordinator of Inter-American Affairs und den New York Zoological Society Conservation Fund erfolgte.

## Auszeichnungen
High Over the Borders wurde 1943 für einen Oscar in der Kategorie Bester Dokumentarfilm nominiert.